# Hotel Vier Jahreszeiten (Hamburg)
Koordinaten: 53° 33′ 20,2″ N, 9° 59′ 29,8″ O
Das Fairmont Hotel Vier Jahreszeiten ist ein Luxushotel am Neuen Jungfernstieg in Hamburg. Das Hotel zählt als Grand Hotel zu den besten Hotels der Welt und wurde mehrfach national und international ausgezeichnet.

## Geschichte
Am 24. Februar 1897 erwarb Friedrich Haerlin im Rahmen einer Zwangsversteigerung, ein kleines, unscheinbares Haus mit nur elf Zimmern und drei Bädern an der Binnenalster.  Er wandelte dieses in das Luxushotel Hotel Vier Jahreszeiten um. 1905 wurde ein Erweiterungsbau als Grand Hotel mit 57 Zimmern eröffnet. 1911 wurden weitere anliegende Immobilien in der Nachbarschaft erworben. Das Hotel verfügte über 140 Wohn- und Schlafzimmer und 50 Bäder.
Infolge des Ersten Weltkriegs wurde 1915 das Haus Neuer Jungfernstieg Nr. 14 vom Oberkommando der Küstenverteidigung beschlagnahmt. Der Hotelbetrieb blieb nur notdürftig erhalten. Die drei Söhne von Friedrich Haerlin wurden zur Front abkommandiert. Die zwei Söhne Otto und Wilhelm fielen in Flandern. Sein Sohn Fritz überlebte den Krieg. Durch die Novemberrevolution meuterten Matrosen und es kam zum Beschuss des Hotels vom Alsterpavillon aus. Der revolutionäre Oberste Marinerat übernahm das Hotel von November 1918 bis März 1919. Das geplünderte und beschädigte Hotel musste danach komplett renoviert werden. 1919 wurde das Restaurant Haerlin sowie 1925 der Jahreszeiten Grill in Art déco eröffnet. Für den Betrieb der Restaurants war bereits 1914 der Kohlekeller, der unter dem Hotel liegt und bis an die Kolonnaden reicht, in einen großen Weinkeller umgewandelt worden.
1928 wurden alle Hotelgebäude aufgestockt und auf der 5. Etage ein Aussichtsbalkon errichtet. Zudem bildete das charakteristische grüne Kupferdach den Abschluss der Umbauarbeiten.
1932 übernahm Fritz Haerlin, der Sohn des Gründers, das Hotel am Neuen Jungfernstieg. Wie sein Vater investierte auch er in die Gastronomie und eröffnete in den 1930er Jahren das Café Condi im Biedermeierstil sowie den rustikalen Jahreszeiten Keller, ab 1998 das Doc Cheng’s.
Im Zweiten Weltkrieg wurde das Hotel durch Bombenangriffe nur leicht beschädigt. Nach dem Kriegsende bis März 1952 diente das Hotel als Hauptquartier der britischen 7. Panzerdivision. Zum Schutze vor Plünderungen der englischen Besatzer wurde der Weinkeller unter dem Hotel zwischenzeitlich zugemauert. Am 4. April 1952 erfolgte die Wiedereröffnung des Hotels.
Von 1966 bis 2020 war das Hotel Mitglied in der Hotelallianz The Leading Hotels of the World.
1973 übernahm der 1968 vom Hotel Vier Jahreszeiten in München abgeworbene Gert Prantner als Hoteldirektor die Führung, woraufhin das Privathotel prosperierte.
1989 entschieden sich die Hotelerben und die Töchter zum Verkauf des Hotels. Interesse am Kauf bekundeten damals auch Max Grundig und Jürgen Schneider. Verkauft wurde das Hotel von Haerlins Erben aber für 215 Millionen DM an die japanische Aoki Corporation, die es wiederum am 31. Juli 1997 an die Raffles International Limited weiterverkaufte. Am 1. Oktober 1997 wurde Ingo C. Peters neuer Direktor des Hotels. Seit dem 30. April 2007 gehörte das Hotel als erstes in Deutschland zu der kanadischen Hotelgruppe Fairmont Hotels & Resorts. In den Jahren 2008 bis 2010 wurde das Hotel für rund 25 Millionen Euro saniert.
Im Februar 2013 erwarb die Vermögensverwaltung der Eigentümerfamilie der Handelskette Dohle (HIT-Supermärkte) das Hotel. Die Betriebsführung verblieb bei FRHI unter der Marke „Fairmont Hotels & Resorts“. Nach Medienberichten soll Dohle rund 35 Millionen Euro bezahlt haben. Dohle führte ab 2013 zudem eine umfangreiche Modernisierung der 156 Zimmer und Suiten, Restaurants und Wellness-Einrichtungen durch.
Das im Hotel befindliche Restaurant Haerlin wird seit vielen Jahren vom Guide Michelin ausgezeichnet, seit 2010 ist Christoph Rüffer Küchenchef. Im Jahr 2012 wurde das Restaurant mit zwei Michelin-Sternen ausgezeichnet. Im Jahr 2014 wurde Rüffer „Koch des Jahres“ beim Guide Gault Millau und erhielt 19 Punkte. Durch das Fachmagazin „Der Feinschmecker“ wurde das Restaurant Haerlin im Jahr 2014 als „Restaurant des Jahres“ ausgezeichnet. 2025 prämierte der Guide Michelin das Restaurant mit deren höchster Auszeichnung, drei Sternen.
Zum G20-Gipfel in Hamburg im Juli 2017 buchte die saudische Delegation 400 Zimmer in Hamburg, 160 davon im Vier Jahreszeiten. Der König wollte hier seinen Thron aufstellen, sagte dann jedoch kurzfristig ab. Stattdessen reiste der Staatsminister Ibrahim Abdulaziz Al-Assaf an.
Anlässlich des 125-jährigen Jubiläums im Jahre 2022 wurde der hauseigene Weinkeller vollständig renoviert und neugestaltet und soll zukünftig der Öffentlichkeit durch verschiedene Veranstaltungen zugänglich gemacht werden. Er gilt mit einer Fläche von 500 Quadratmetern und einer Anzahl von rund 100.000 Flaschen Rotwein, Weißwein und Champagner im Wert von ungefähr 2,5 Millionen Euro als einer der drei größten Hotel-Weinkeller in Europa.

Hotel Vier Jahreszeiten 1897
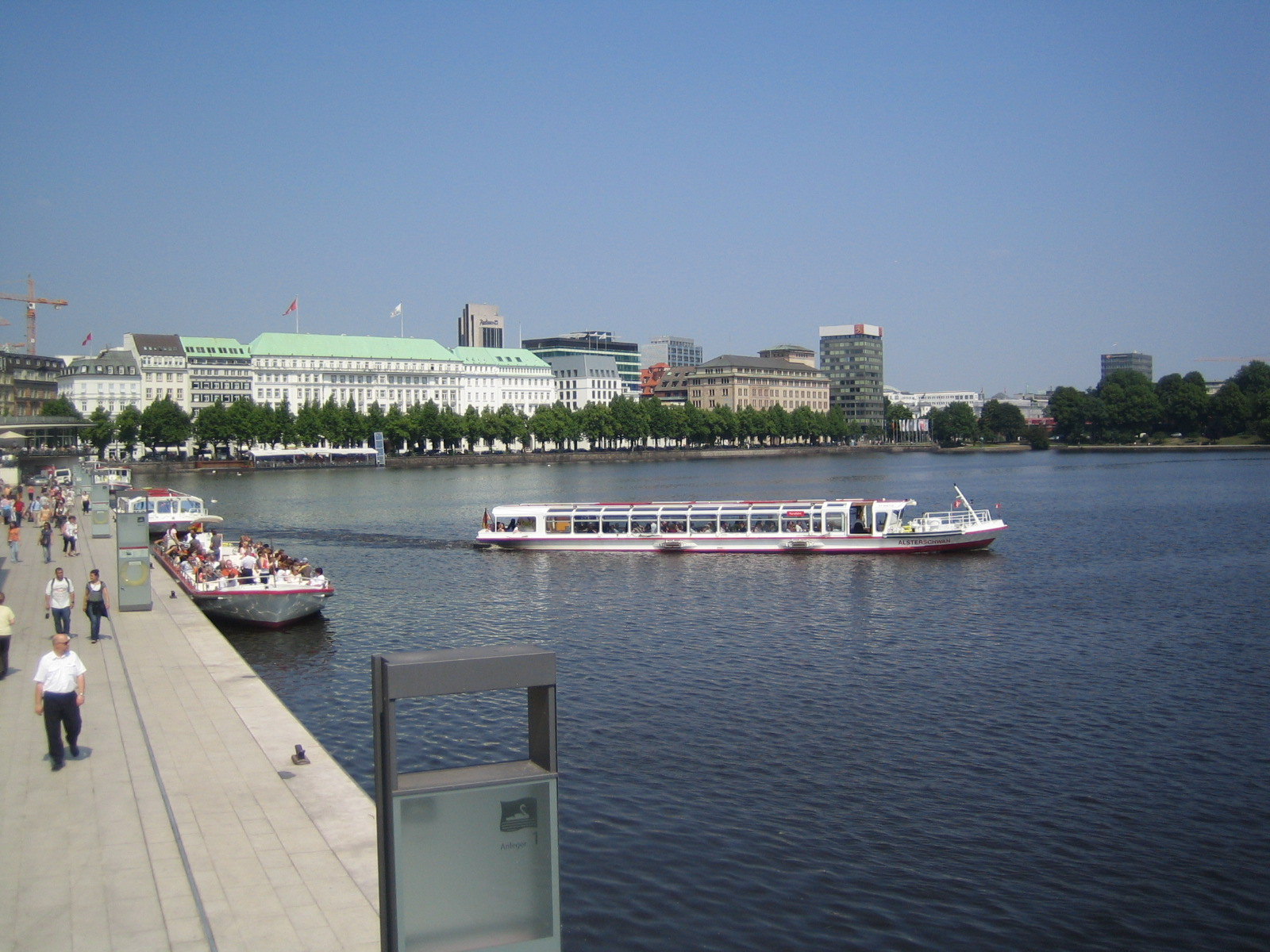
Blick von der Binnenalster
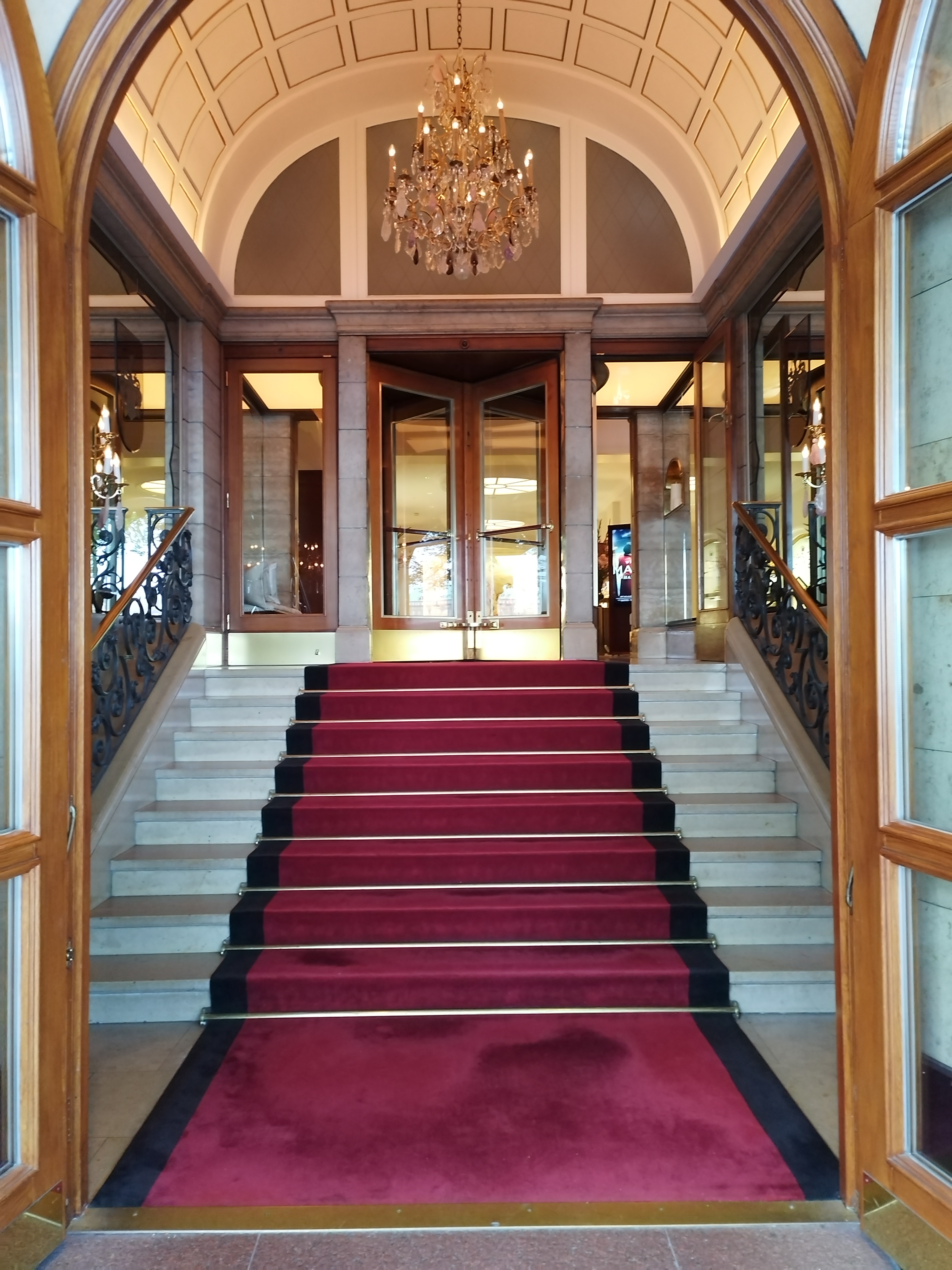
Aufgang zum Foyer
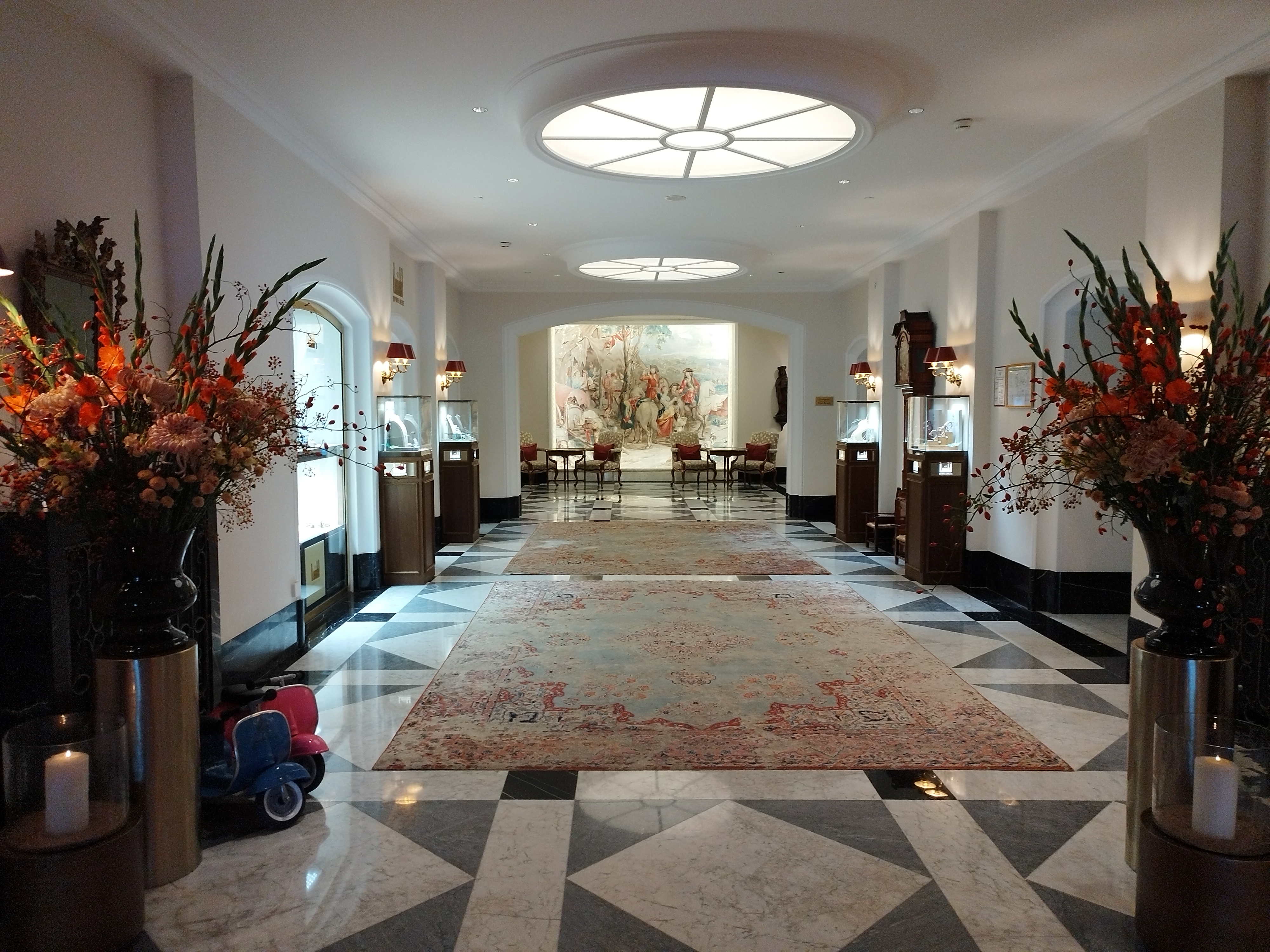
Eingangsbereich

## Film
- Die Nordstory: Geheimnisse eines Grand Hotels – Das Vier Jahreszeiten. NDR-Fernsehen, 25. Februar 2022 (60 Min.)[9]
- Die Nordstory: Weihnachten im Grand Hotel. NDR-Fernsehen, 20. Dezember 2024 (59 Min.)[10]